# ピョートル・クラスノフ
ピョートル・ニコラエヴィチ・クラスノフ（ロシア語: Пётр Никола́евич Красно́в, ラテン文字転写: Pyotr Nikolayevich Krasnov, 1869年9月22日（旧暦9月10日） - 1947年1月17日）は、ロシアの軍人。ロシア革命に続いて起こったロシア内戦で白軍の司令官を務めた。第二次世界大戦ではナチスのために戦った。

## 経歴
1888年クラスノフはパブロフスク士官学校を卒業し、アタマン連隊に入隊した。第一次世界大戦中には第3騎兵軍団のコサック旅団、師団を指揮した。10月革命が開始されると、臨時政府を率いるアレクサンドル・ケレンスキーはクラスノフを陸軍の総司令官に任命し、サンクトペテルブルクの騒乱を静める為に前線から兵を率いて帰還するように命じた。しかしクラスノフの部隊は赤衛軍に敗れ自身も捕虜となる。
ボリシェヴィキは反革命運動に参加しない条件でクラスノフを解放したが、直にドン川流域一帯へ逃亡し、1918年5月にドン・コサックのアタマンに指名される。ドイツ帝国からの支援を受けて軍の組織化を図って、同年6月までにドン地域からのボリシェヴィキを一掃することに成功する。1918年後半にはさらにポヴォリノ、ツァリーツィンなどへ軍を進めたが、ここで赤軍に押し戻されて戦線が膠着。ドイツが休戦を受諾すると、クラスノフは新たな同盟者を探す必要にせまられ、1919年1月にはアントーン・デニーキン指導下の南ロシア軍に参加する。
同年2月19日、白軍内での対立を嫌い白軍を離脱、ドイツに赴いて反ソヴィエト活動を継続し反共産主義組織を設立した。この頃、回想録を著しそれはロシア内戦を知る上で貴重な史料となっている。第二次世界大戦勃発に伴い、クラスノフはナチスに協力して亡命者と戦争捕虜からコサック部隊を組織。しかしアンドレイ・ウラソフらのロシア解放軍とは距離を置き、1944年11月にプラハでウラソフとクラスノフが会談した際にもコサック部隊のロシア解放軍への統合を拒否した。

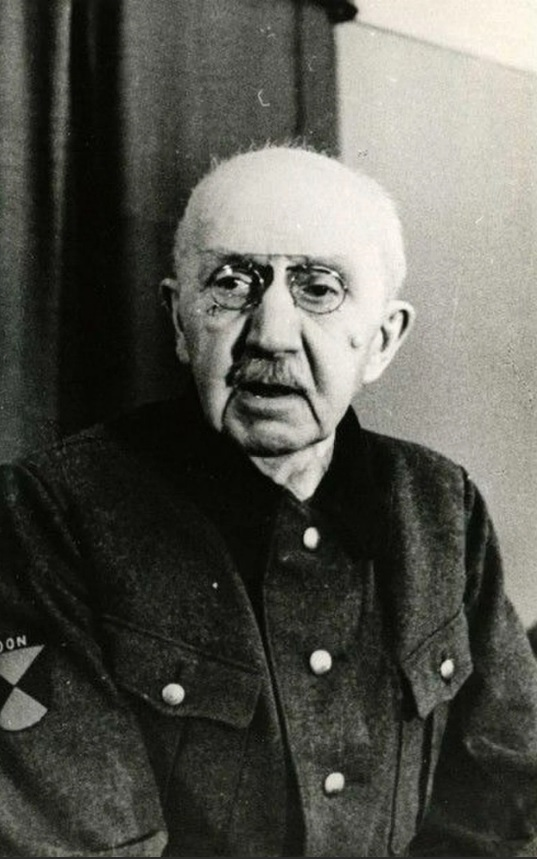
軍事法廷でのクラスノフ

戦争が終結するとクラスノフはオーストリアで英軍に投降。その際、英軍のデイヴィス少佐からソヴィエトへは引き渡さないと確約されていたが、5月28日にソヴィエト側へと連行。軍事法廷で絞首刑を宣告され、共にコサック部隊を指揮したアンドレイ・シュクロと共に処刑された。

## 家族
プラトン・クラスノフはピョートルの兄で、ロシアの詩人アレクサンドル・ブロークのおばの夫として知られている。
セミョン・クラスノフはクラスノフのはとこであり、1942年以降共に闘っていた。セミョンの息子であるミゲル・クラスノフはチリの軍人となり、アウグスト・ピノチェトと共に1973年のチリ・クーデターに参加した。彼はその後の人道に対する罪について2001年に逮捕され、チリ及びフランスの法廷から総計100年近い刑期の判決を受け2012年現在服役中である。